# Will Hodgman
William Edward Felix Hodgman, né le 20 avril 1969 à Hobart, est un avocat et homme politique australien, membre du Parti libéral. Il est Premier ministre de Tasmanie de 2014 à 2020.

## Biographie
Will Hodgman est issu d'une famille d'hommes politiques. Son grand-père Bill (1909-1997), son père Michael (1938-2013) et son oncle Peter (né en 1946) ont tous été élus au Parlement tasmanien.
En 2002, il est élu au Parlement de Tasmanie et réélu en 2006, 2010, 2014 et 2018.
Le 31 mars 2014, il devient Premier ministre de Tasmanie et est reconduit après les élections de 2018. Le 14 janvier 2020, il annonce qu'il va démissionner de son poste. Le 20 janvier, Peter Gutwein lui succède.